# تشانغ وي (كاتب)
تشانغ وي (بالصينية: 张炜) هو كاتب صيني، ولد في 1956 في لونغ كوه ‏ في الصين.